# Lord-lieutenant du comté de Dublin
Ceci est une liste de personnes qui ont servi comme  lord-lieutenant du comté de Dublin. L'office a été créé par le 23 août 1831. Il y avait également un lord-lieutenant de la Cité de Dublin.
- John Brabazon, 10e comte de Meath: 7 octobre 1831 – 15 mars 1851
- 3e comte de Howth: 7 avril 1851 – 4 février 1874
- Charles Monck, 4e vicomte Monck: 9 mars 1874 – aout 1892
- Ion Hamilton, 1er baron HolmPatrick: 11 août 1892 – 6 mars 1898
- Reginald Brabazon, 13e comte de Meath: 12 mai 1898 – 1922